# Académie Pinkerton
L'Académie Pinkerton (en anglais : Pinkerton Academy) est une école à Derry, dans le New Hampshire.
Avec environ 3 100 étudiants, il s'agit du plus grand établissement d'enseignement secondaire du New Hampshire.

## Anciens élèves notables
- Zachariah Chandler,
- Keri Lynn Pratt,
- William Adams Richardson,
- Zach Sanford,
- Alan Shepard (1923-1998), aviateur de l'aéronavale, pilote d'essai, astronaute,
- Harriet Elizabeth Prescott Spofford (1835-1921), romancière, nouvelliste, poète, biographe, mémorialiste et critique littéraire,